# Caitlyn Shadbolt
Caitlyn May Shadbolt (Gympie, 4 ottobre 1995) è una cantante australiana.

## Biografia
Caitlyn Shadbolt è salita alla ribalta dopo aver partecipato a X Factor, adattamento australiano del talent The X Factor. Ha in seguito pubblicato l'EP Caitlyn Shadbolt, primo ingresso della cantante nella ARIA Albums Chart. Il suo primo album in studio, uscito nel novembre 2020 ed entrato nella sopraccitata graduatoria, è stato susseguito dai dischi Stages (2020) e Bloom & Surrender (2023).

## Discografia

### Album in studio
- 2017 – Songs on My Sleeve
- 2020 – Stages
- 2023 – Bloom & Surrender

### EP
- 2015 – Caitlyn Shadbolt

### Singoli
- 2017 – My Breakup Anthem
- 2020 – Bones
- 2020 – Porcelain
- 2020 – Edge of the Earth
- 2020 – Two Lost Lovers
- 2022 – Dumb Decisions (con Melanie Dyer)
- 2022 – Lost on Me
- 2023 – Monsters